# Shadow R1
Le Shadow R1 est un avion de renseignement, de surveillance, d'acquisition d'objectifs et de reconnaissance (en anglais : Intelligence, Surveillance, Target Acquisition and Reconnaissance, résumé en ISTAR)  développé par Raytheon et utilisé par la Royal Air Force.